# Pequeño profeta (Donatello)

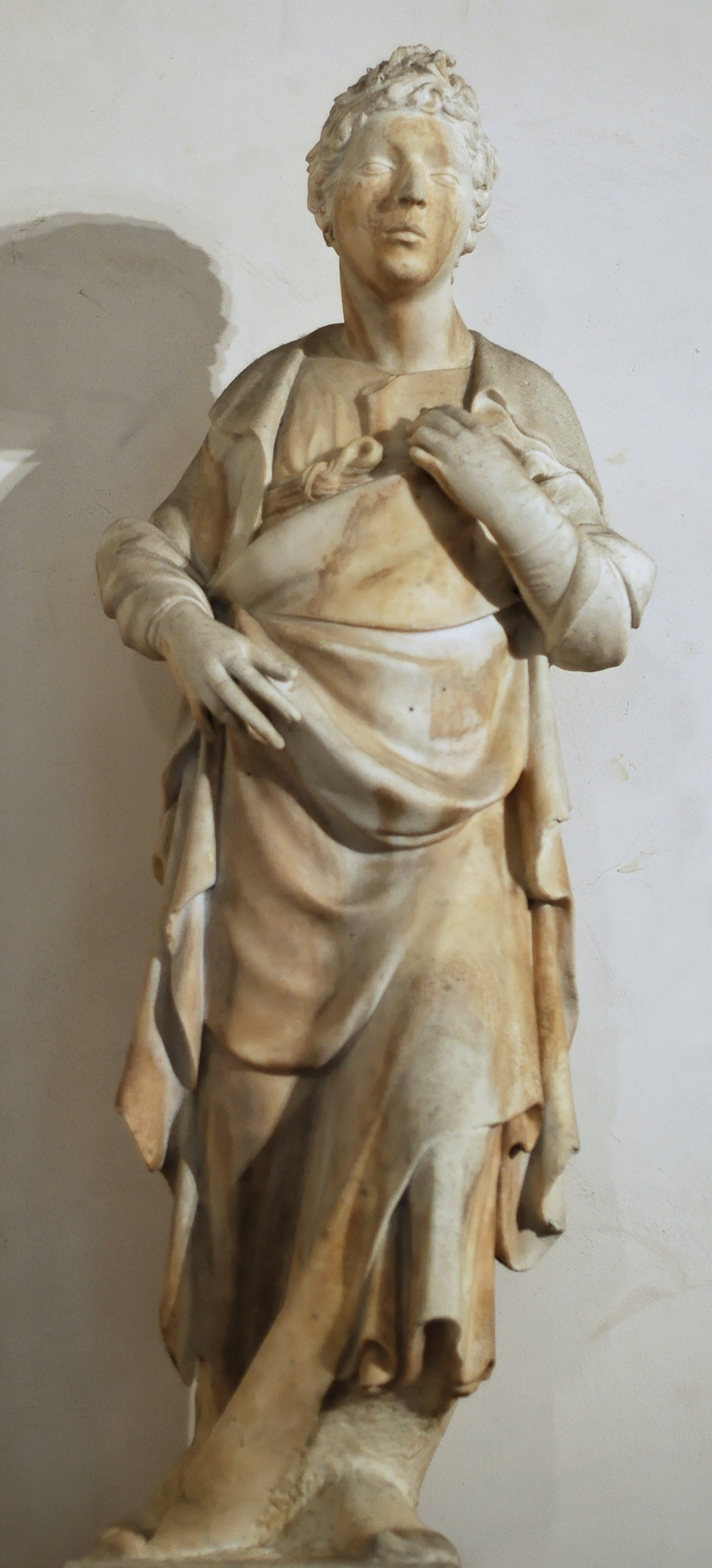
El Pequeño profeta de Donatello.

El Pequeño profeta es una obra atribuida a Donatello, y que data de 1407. Es de mármol blanco y mide 128 cm de altura. 
En la puerta de la Mandorla de Santa María del Fiore, está emparejado con otro pequeño profeta atribuido principalmente a Nanni di Banco. No está claro si estas dos obras son los citados en los documentos de pago de la catedral a nombre de Donatello, con fecha de 1406 y 1408, en recompensa del trabajo en dos estatuas de profetas (de los que no se describen sus detalles). 

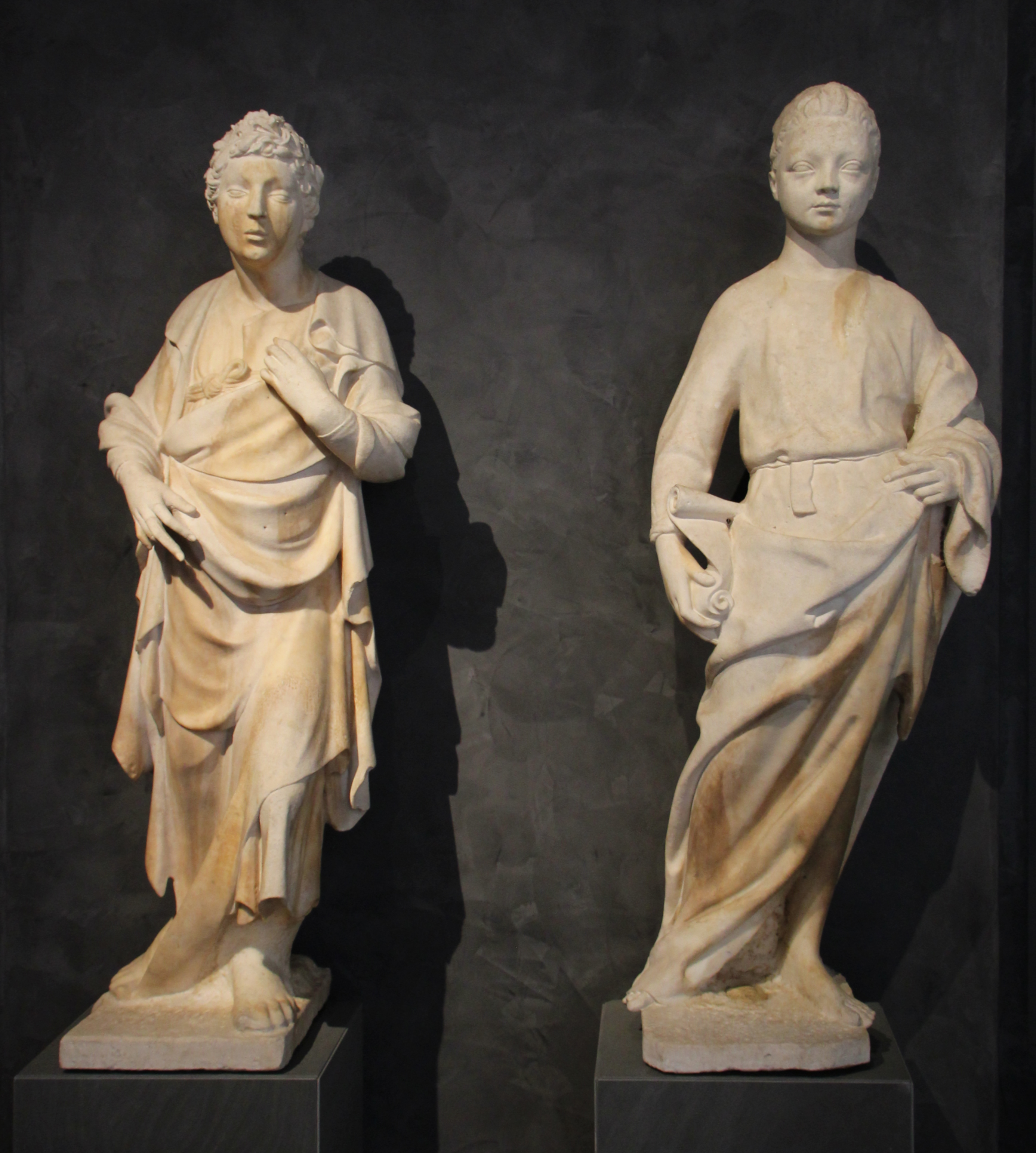
Imagen de los dos pequeños profetas.

Al margen de las diferencias estilísticas entre las dos figuras que pueden ser debidas a la inexperiencia por la juventud del artista y por otro lado su semejanza con obras similares de Nanni di Banco. Hoy en día, el profeta de la izquierda se atribuye generalmente a Donatello, sobre la base de comparaciones con otras obras de esta misma época como del David de mármol del Bargello. No tiene los atributos de un profeta, pero su pose recuerda a uno de los ángeles anunciando, que originalmente estaba, quizás, junto con una estatua de la Virgen de la Anunciación. 
El hecho de que la otra estatua es probablemente obra de Nanni di Banco no es absolutamente incompatible con los documentos de pago, pues en ese momento estaban ambos escultores en asociación y participan en la decoración de la puerta de  Mandorla.